# Gröna rum
Gröna rum var ett svenskt TV-program i SVT som sändes 12 maj 1996-12 oktober 2005. Det producerades av SVT Malmö och handlade om trädgårdar och odling. Programledare för programmet var Gunnel Carlson som även skrivit boken Gröna rum. Ett stående inslag var Hannu Sarenströms krönika i slutet av varje program.